# Propolis

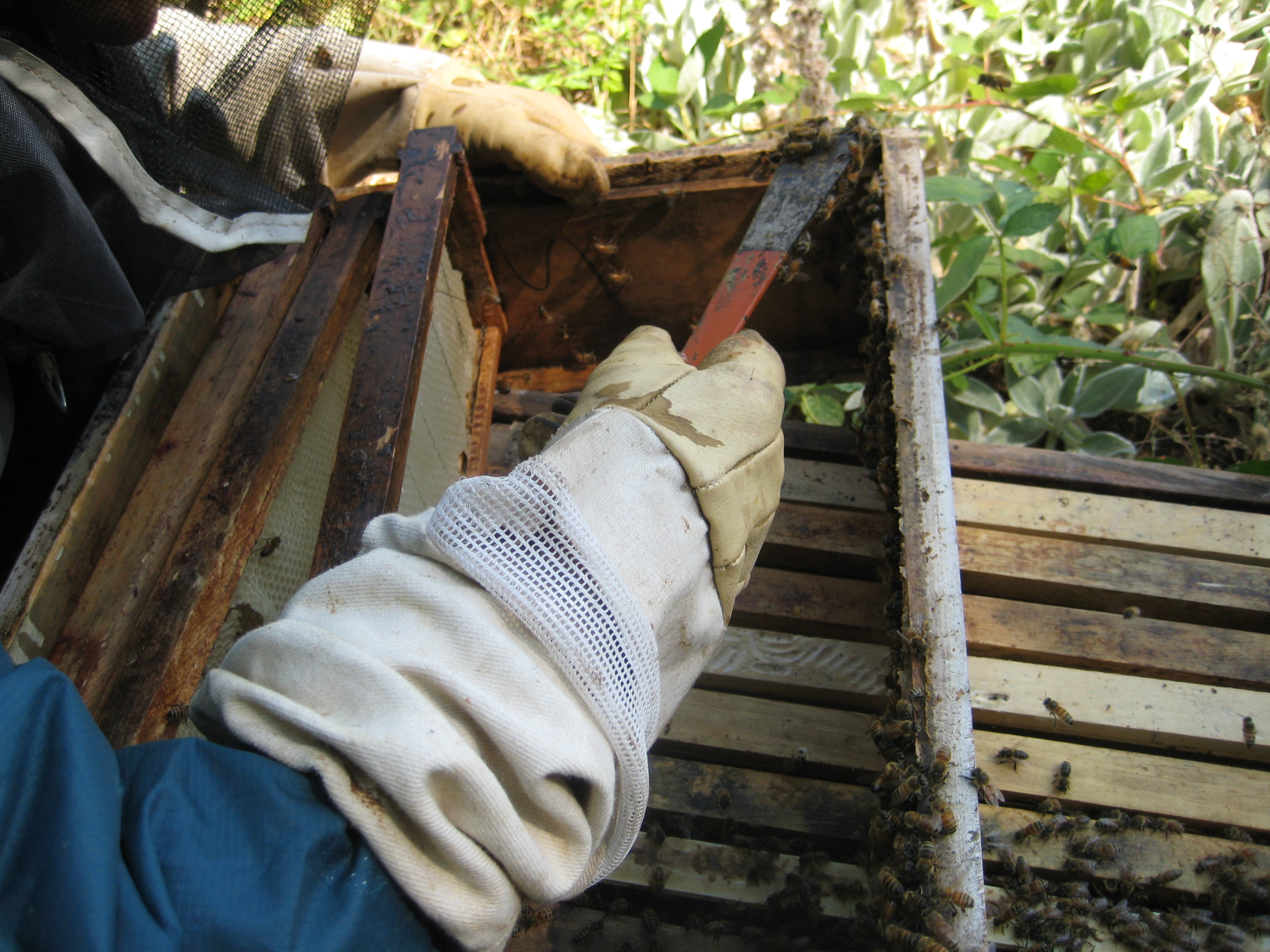
Propolis depus de albinele dintr-un stup sistematic între rame şi podişor

Propolis, numit și clei de albine, este o substanță rășinoasă aromată colectată de albine din mugurii și axilele frunzelor anumitor copaci și folosită pentru acoperirea pereților interiori din stup, astuparea găurilor și a crăpăturilor stupului, lipitul fagurilor de rame și acoperirea dăunătorilor intrați și omorâți în stup. Are proprietăți terapeutice (bactericide, antivirale, antimicotice, antiinflamatorii, anestezice, analgezice, regeneratoare, antitoxice) cunoscute încă din Antichitate, având și o acțiune bioactivă puternică.  Propolisul este folosit ca produs apicol terapeutic în medicina populară pentru tratarea diferitelor afecțiuni, iar în Egiptul Antic era folosit pentru mumificarea cadavrelor. Conține un complex de antibiotice vegetale și elemente chimice de care organismul uman are nevoie (Fe, Zn, Cu, Co, Mn, Mo, Al, V, Ca, Si, Sn, Ba).

## Etimologie
Cuvântul propolis vine din limba greacă și înseamnă „partea dinaintea cetății”. Învățații greci l-au denumit așa observând cum își construiesc albinele stupul și ajungând la concluzia că această substanță joacă rolul de pavăză împotriva agresorilor externi, propolisul făcând din stup o adevărată cetate.

## Funcțiile propolisului în stup

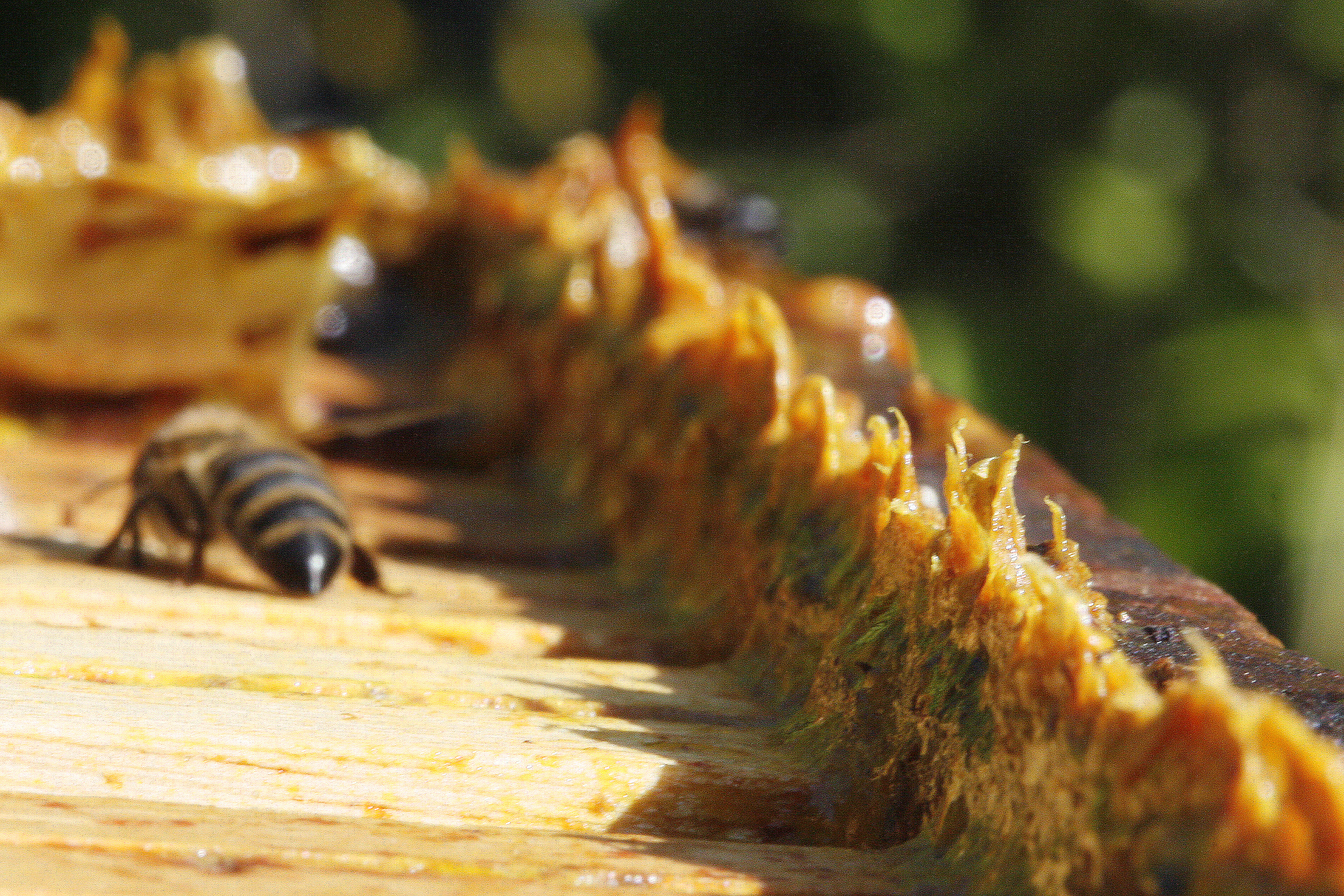
Propolis pe marginea unui stup.

Albinele produc propolis ca mijloc de apărare împotriva microbilor, a mucegaiurilor, pentru mumificarea într-un înveliș a intrușilor stupului, care sunt omorâți de albine (cum ar fi alte insecte sau șoareci), proces ce nu permite putrezirea lor. 
Propolisul mai este folosit (de către albine) pentru căptușirea pereților stupului cu un strat lucios, etanș, care nu permite formarea curenților de aer. Acțiunea sa este antimicotică, bactericidă și bacteriostatică, fapt ce previne îmbolnăvirea albinelor.

## Producerea propolisului
Albinele colectează o substanță aromată cu aspect de rășină de pe cel puțin 20 de specii de arbori, în special de pe mugurii de plop și de arin, de pe frunzele, mugurii și scoarța coniferelor și a plopilor, a salicaceelor (sălcii) și a prunilor. Materiile rășinoase astfel culese sunt prelucrate de albine specializate prin amestec cu secreții salivare și ceară. 
Producerea propolisului se face în același timp cu cea a mierii și se realizează de către albinele specializate, în zilele călduroase, când temperatura este mai mare de 20 °C, moment în care acesta devine plastic. De la un stup se poate recolta o cantitate de 100 - 400 g de propolis, în funcție de regiune.

## Proprietăți fizice
Propolisul se prezintă ca o masă lipicioasă de culoare variabilă între verde, maro și negru, având miros aromat de rășini și balsamuri. Este solubil în alcool și eter și greu solubil în apă. Greutatea specifică este de 1,112 -1,136 g/cm³. Punctul de topire este situat între 70 - 120 °C. La temperatura de 37 °C se înmoaie, iar la temperaturi scăzute este casant.

## Compoziție

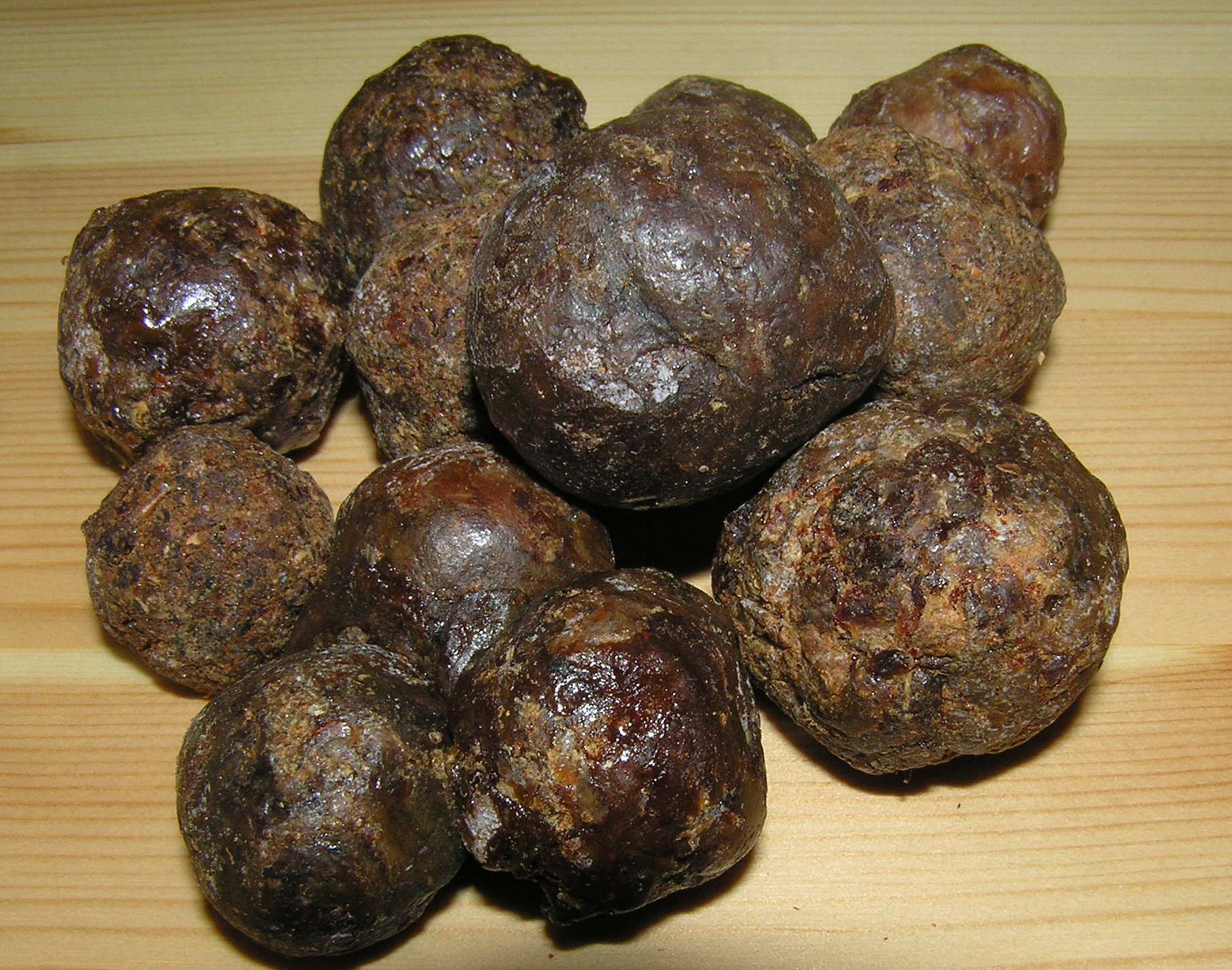
Propolis

Propolisul este compus din rășini vegetale, balsam de diferite compoziții, ceară, uleiuri eterice, fier, microelemente - cupru, zinc, mangan, cobalt-, la care se adaugă polen, flavonoide, secreții ale glandelor salivare ale albinelor. 
Compoziția chimică reprezintă un amestec de substanțe, în special: derivații flavonici, acidul ferulic (activ contra germenilor Gram pozitiv și Gram negativ), ceruri, aminoacizi, balsamuri, fermenți, microelemente (siliciu, magneziu, cupru, molibden, arsen, staniu, aluminiu, vanadiu, wolfram, fier, aur, iridiu, calciu, cadmiu, cobalt, stronțiu), substanțe antibiotice, rășini, acizi aromatici, acizi. 
Compoziția propolisului variază în funcție de specia vegetală de pe care s-a cules, dar, în medie, acesta conține 55% rășini și balsamuri, 30% ceruri și 10% uleiuri eterice, proporții care sunt asemănătoare pentru orice fel de propolis.

## Utilizări în medicina umană
Având în vedere veniturile enorme generate de tratamentele tradiționale, incluzând propolisul, dar și a  medicamentelor farmaceutice moderne precum acyclovir, nu este deloc surprinzător că utilizarea medicală a propolisului are susținători, dar și oponenți.
Susținătorii propolisului susțin că acesta este folosit de mii de ani și este puțin probabil să-și fi păstrat popularitatea ca medicament tradițional dacă era ineficient sau asociat cu efecte adverse frecvente sau severe. Oponenții susțin că această compoziție a propolisului variază în funcție de zonele geografice, sezoane și specii de albine, și că este iresponsabil să promovezi utilizarea acestuia fără studii in vitro, in vivo sau triale clinice care să stabilească farmacovigilența și eficacitatea acestuia.